# Грязев, Николай Алексеевич
Никола́й Алексе́евич Гря́зев — офицер Русской императорской армии, участник Итальянского и Швейцарского походов А. В. Суворова, автор дневника, опубликованного через столетие после описываемых событий.

## Биография
Родился 5 декабря 1772 года в Калуге. В 1774 году, в возрасте 1 года и 5 месяцев (по обычаю того времени, позволяющему детям дворян быть формально зачисленным в армию чуть ли не с рождения) «якобы под Браиловым» записан сержантом в Московский гренадерский полк. В 1781 году переведён в Преображенский полк подпоручиком, в 1787 году в Семёновский — каптенармусом. Некоторое время находился в Москве на попечении своего богатого бездетного дяди. В 1791 году произведён в сержанты гвардии и поступил на действительную службу в 3-ю роту полка: сначала строевым унтер-офицером, затем ординарцем.
1 января 1793 года переведён поручиком армии в Белозерский мушкетерский полк, находившийся тогда в Санкт-Петербурге для содержания караулов; полком командовал отчим Грязева, бригадир Иван Алексеевич Плохово. Тяготясь бездеятельной жизнью в столице, попросил о переводе другой полк. В сентябре переведён в Московский гренадерский полк, к которому отправился на зимние квартиры в Новгородскую губернию, исходатайствовав себе в ноябре 1793 года капитанский чин, хотя, по собственному признанию, не мог рассчитывать на столь скорое повышение. 19 марта 1794 года принял командование ротой в деревне Горцы.
После начала восстания Костюшко полку было приказано следовать в Польшу, и 1 мая 1794 года гренадеры выступили в поход. Впервые Грязев принял участие в боевых действиях 9 июня у местечка Поставы, затем участвовал во взятии Вильны.
В начале ноября 1796 года Грязев по настоятельному требованию своего дяди подал прошение об отставке, однако в итоге в обстановке смены верховной власти (умерла Екатерина II, и на престол вступил Павел I) остался на службе.
В январе 1797 года последовало повеление нового императора прислать из всех армейских полков в столицу по одному офицеру, квартирмейстеру, унтер-офицеру, рядовому и барабанщику для принятия новой униформы, нового порядка службы и других нововведений. Начальство избрало для этой цели Грязева, который 14 января прибыл в Петербург и явился к коменданту Петербурга генералу А. А. Аракчееву. На другой день Грязев был представлен Аракчеевым императору при разводе войск. Новые образцы униформы, созданные по подобию прусской, Грязев принял крайне негативно, но 21 января был вынужден демонстрировать её императору в кабинете Зимнего дворца.
13 июля 1798 года было получено повеление Павла I выступить в поход и следовать к границам Германии; 20 июля полк выступил из Смоленска, куда он был переведён из Вильны ещё в период пребывания Грязева в столице. Проследовав по маршруту Брест — Краков — Брюнн — Филлах (здесь к войскам прибыл из Вены А. В. Суворов) — Апеннины, 30 марта 1799 года вместе со всем экспедиционным корпусом полк вступил на территории Италии. Грязев принимал участие в сражениях Итальянского и Швейцарского походов и вместе с русской армией вернулся на Родину в 1800 году.
Подробности биографии после 1800 года и год смерти неизвестны.

## Дневник
С 1793 по 1800 годы Н. А. Грязев вёл подробный дневник, озаглавленный «Мой журнал». Он был впервые опубликован Н. К. Шильдером в журнале «Русский вестник» в 1890 году и Н. А. Орловым отдельным изданием в 1898 году. В обоих случаях речь шла не о полноценной публикации, а о выборочном пересказе, сопровождаемом комментариями издателя и обширными цитатами из первоисточника, причём в издании Н. К. Шильдера события доведены только до 30 июня 1799 года. История рукописи достоверно не известна. Н. К. Шильдер сообщает во вступительной части своей публикации, что «подлинная рукопись» была приобретена редакцией «Русского вестника» в Рыбинске. Вместе с тем имеется свидетельство о том, что рукописный «Мой журнал» Грязева был передан музею А. В. Суворова императором Николаем II из «Собственной Его Величества библиотеки» в 1904 году для снятия копии. Первая публикация полного текста состоялась лишь в 2013 году, в Швейцарии и России.
Н. А. Орлов характеризует автора как «весьма образованного по тому времени и наблюдательного человека», а Н. К. Шильдер обращает внимание на добросовестность, с которой Грязев заносит в дневник впечатления и наблюдения. Дневник содержит ценные сведения о быте русской армии во время Итальянского и Швейцарского походов, а также довольно подробное описание мест, по которым следовал полк, и сражений с французами. Вместе с тем почти четверть всего дневника Грязева посвящена его пребыванию в местечке Мусники под Вильной, где у него в 1795—1796 годах имел место роман с женой владельца местечка Антониной Подбржеска; оба первых издателя отмечают склонность автора к «сентиментальным рассуждениям».
Дневник заканчивается на 14 декабря 1800 года.